# Lista de animais extintos da Europa
Esta é uma lista de espécies e subspécies de animais extintos na Europa no período Quaternário. A lista inclui também animais que se extinguiram na Europa, mas que ainda são encontrados em outros continentes. 

## Extinções no Pleistoceno
- Urso-das-cavernas, Ursus spelaeus
- Leão-das-cavernas, Panthera leo spelaea
- Hipopótamo-europeu, Hippopotamus antiquus
- Rinoceronte-de-chifre-grande, Elasmotherium sibiricum
- Elefante-pigmeu-do-mediterrâneo, Elephas (Palaeoloxodon) sp. (Várias espécies em ilhas diferentes)
- Hipopótamo-pigmeu-de-creta,  Hippopotamus creutzburgi (ilha de Creta, Grécia)
- Hipopótamo-pigmeu-de-chipre, Phanourios minutis (Chipre)
- Deinotherium, Deinotherium giganteus
- Dinofelis, Dinofelis diastemata
- Mamute-lanoso, Mammuthus primigenius
- Mamute-do-sul, Mammuthus meridionalis
- Rinoceronte-lanudo, Coelodonta antiquitatis
- Rato-gigante-de-tenerife, Canariomys bravoi (Tenerife, ilhas Canárias, Espanha)
- Homem-de-neanderthal, Homo neanderthalensis
- Mamute-pigmeu-da-sardenha, Mammuthus lamarmorae (Sardenha, Itália)
- Elefante-de-presas-estreitas, Elephas (Palaeoloxodon) antiquus
- Hipopótamo-pigmeu-sicílio-maltês, Hippotamus melitensis (Sicília, Itália e Malta)
- Hipopótamo-sicílio-maltês, Hippopotamus pentladi (Sicília, Itália e Malta)

## Extinções locais na Europa
- Panthera pardus tulliana Leopardo-da-anatólia (século XIX, ilha de Samos, Grécia)
- Panthera leo persica Leão-asiático (século X, Montes Cáucasos)
- Acinonyx jubatus Guepardo (século XV, Armênia)
- Geronticus aremita (século XVI, Europa, mas reintroduzido na Espanha e Áustria)
- Eschrichtius robustus Baleia-cinzenta (c. 1700, Europa, Mar do Norte, Mar Mediterrâneo).